# Fantastic Four: Unstable Molecules
Fantastic Four: Unstable Molecules (рус. Фантастическая четвёрка: Нестабильные молекулы) — ограниченная серия комиксов из четырех выпусков, опубликованная издательством Marvel Comics в 2003 году. Сюжет серии разворачивается в параллельной вселенной, обозначенной как Земля-33, и рассказывает альтернативную предысторию просисхождения Фантастической четвёрки, и потому не входит в основной канон вселенной Marvel. Серия стала лауреатом премии Уилла Айснера в 2004 году в номинации «Лучшая ограниченная серия комиксов», а также была переиздана в 2003 году в коллекционном томе (ISBN 0-7851-1112-3).

## Сюжет
Доктор Рид Ричардс живет в небольшом городке Глен-Коув и работает преподавателем в Колумбийском университете. Ричардс стал первооткрывателем особых субатомных частиц, которые он назвал нестабильными молекулами, и пытается найти им практическое применение. Рид поглощён своей работой и забывает, что решил организовать у себя дома вечеринку вместе с коллегами по работе. В день вечеринки он не успевает предупредить свою подругу Сьюзен Старм, что срочно вызван по запросу правительства.
Сьюзан пытается справиться с домашними обязанностями, в том числе с подготовкой вечеринки, а также с контролем над её безответственным младшим братом Джонни, который остался на её попечении после того, как их родители погибли в автокатастрофе. Кроме того, Сьюзан дружит с несколькими женщинами, подругами её матери, и иногда посещает их собрания и посиделки. В один из таких вечеров они обсуждают книгу «Пэйтон Плэйс» писательницы Грейс Металлиус и между пожилыми консервативными женщинами и молодыми либералистками разразилась дискуссия, некоторые из которых отмечали параллель между репрессиями описанными в книге и событиями, происходящими в Глен-Коув.
Джонни Старм проводит много времени фантазируя о автомобиле хот-род и девушке-супергероине. Джони не знает, что супергероиня, которая ему нравится (которая появляется в комиксах вымышленной вселенной серии) отчасти основана на его сестре. Джонни понимает, что не доволен жизнью в Глен-Коув и в конечном счёте решает уйти из дома с бродягой-битником по имени Джоуи Кинг, с которым встречалась в школе Сьюзен.
Кульминация серии разворачивается на вечеринке, устроенной Ричардсами. На ней присутствует весь преподавательский состав Колумбийского университета, а также некоторые друзья семья, например Бен Гримм, который работает тренером по боксу. После излишнего количества алкоголя, Сьюзан и Бен едва не пытаются заняться сексом в спальне Сьюзан, но их прерывает Рид, который намеревался на вечеринке сделать предложение Сьюзан. Рид завязывает драку с Беном и в тот момент к дому подходит толпа бродяг вместе с Джонни. В драке Бен теряет сознание, а позже Рид и Джонни обсуждают вариант покинуть Глен-Коув.